# Živorodka Kempkesiho
Živorodka Kempkesiho (Poecilia kempkesi) je ryba z čeledi živorodkovití. Rybu poprvé popsal v roce 2009 nizozemský ichtyolog Fred N. Poeser. Uznána byla v roce 2013. Do konce 20. století byl znám jediný druh tzv. gupky – živorodka duhová (Poecilia reticulata), v roce 2005 byl objeven druh živorodka Wingeova (P. wingei), v roce 2009 pak živorodka Kempkesova (P. kempkesi). Tento druh byl od původní gupky oddělen na základě odlišností v molekulární úrovni a oblasti výskytu.
Druh byl pojmenován po Michaelovi Kempkesovi, příteli autora a nadšeném chovateli gupek.

## Popis
Ryba je menší velikost. Samci jsou bohatě zbarveni. Základní barvou je stříbrná s oranžovo-červeno-modro-fialovými skvrnami v různých kombinacích. Své zbarvení mění v závislosti na dalších přítomných druzích živorodek (tzv. mimeze), např. P. vivipara, P. picta a P. parae a odlišná by měla být pouze podle struktury gonopodia a stříbrného lesku šupin.

## Biotop
Ryba žije v Jižní Americe, v severních oblastech Surinamu a Paramaribo. V pomalu tekoucích a stojatých vodách v blízkosti lidských obydlí.

## Chov v akváriu
- Chov ryby: U českých akvaristů se vyskytuje druh ryby Micropoecilii bifurcu 'Coropina Creek, Surinam'.[pozn. 3] Na chov je ryba nenáročná. Zvládá akvárium bez vzduchování, filtrace a ohřevu.[6]
- Teplota vody: 22–30 °C[6]
- Kyselost vody: 5,5–8 pH[2]
- Tvrdost vody: 9–19 °dGH[2]
- Krmení: Jedná se o všežravou rybu, preferuje živou potravu, přijímá také vločkové, nebo mražené krmivo. Pro dobré vybarvení a růst by strava měla být pestrá.[2]
- Rozmnožování: Viz Živorodka duhová